# Genspect
Genspect är en internationell organisation som grundades i juni 2021 av psykoterapeuten Stella O'Malley och som har beskrivits som könskritisk. och en anti-trans-lobbygrupp.
Genspect motsätter sig könsbekräftande vård, samt social och medicinsk transition för transpersoner. Genspect motsätter sig också att tillåta transpersoner under 25 år att genomgå transitionoch motsätter sig lagar som förbjuder omvändelseterapi baserat på könsidentitet. Genspect stödjer också den ovetenskapliga hypotesen rapid-onset gender dysphoria (ROGD), som föreslår att det existerar en underkategori av könsdysfori som orsakas av grupptryck och social smitta. Hypotesen om ROGD har inte erkänts av någon större yrkesorganisation och användningen av termen har avstyrkts. Orsaken är bristen på vetenskapliga bevis, stora metodologiska brister i befintlig forskning och att hypotesen sannolikt orsakar skada genom att stigmatisera könsbekräftande vård.
Genspects ståndpunkter står i kontrast till stora medicinska organisationer såsom World Professional Association for Transgender Health (WPATH), Endocrine Society, American Psychiatric Association, American Psychological Association och American Academy of Pediatrics, där den sistnämnda uttalar att "robusta bevis visar att tillgång till könsbekräftande vård minskar risken för självmordstankar, förbättrar mental hälsa och förbättrar den övergripande hälsan och välmåendet hos transpersoner och ungdomar som är gender-diverse".
Genspect är nära kopplat till Society for Evidence-Based Gender Medicine (SEGM): Sju rådgivare för SEGM är med i Genspects team eller rådgivargrupp, inklusive grundaren O'Malley.